# Ла Чита (Болоња)
Ла Чита (итал. La Città) је насеље у Италији у округу Болоња, региону Емилија-Ромања.
Према процени из 2011. у насељу је живело 75 становника. Насеље се налази на надморској висини од 37 м.